# Paježura Bartonova
Paježura Bartonova (Zaglossus bartoni) je jedním ze tří druhů rodu Zaglossus. Je kriticky ohrožena, vyskytuje se pouze ostrůvkovitě na Nové Guineji ve vyšších nadmořských výškách.

## Výskyt
Asie: Indonésie, Oceánie: Papua-Nová Guinea.

## Popis
Podobá se ostatním druhům paježur, od nichž se odlišuje tím, že na předních nohách má vždy pět drápů a na zadních nohách čtyři až pět. Délka těla se pohybuje od 60 do 100 cm, váha od 4 do 10 kg.

## Poddruhy
V současnosti jsou rozlišovány čtyři poddruhy:
- Z. bartoni bartoni
- Z. bartoni clunius
- Z. bartoni smeenki
- Z. bartoni diamondi

Poddruhy jsou geograficky odděleny a rozlišují se především na základě tělesné velikosti.

## Potrava
Živí se různými bezobratlými, především žížalami a larvami hmyzu, které citlivým rypákem vyhrabává v zemi a chytá dlouhým lepkavým jazykem.